# واسیله دیهلان
واسیله دیهلان (انگلیسی: Vasile Deheleanu; ۱۲ اوت ۱۹۱۰ – ۳۰ آوریل ۲۰۰۳) بازیکن فوتبال اهل رومانی بود.
وی همچنین در تیم ملی فوتبال رومانی بازی کرده‌است.